# Такла Мар'ям
Такла Мар'ям — негус Ефіопії з Соломонової династії. Був другим сином Єшака I.